# Serie Mundial de 2007
La Serie Mundial de 2007, edición 103 del campeonato de las Ligas Mayores de Béisbol, empezó el miércoles 24 de octubre y finalizó el domingo 28 de octubre.
Enfrentó al campeón de la Liga Nacional los Colorado Rockies (teniendo su primera participación en Serie Mundial) y a los Boston Red Sox campeones de la Liga Americana. Los Red Sox ganaron la serie en cuatro partidos, consiguiendo su segundo campeonato en cuatro temporadas y el séptimo total. También fue la tercera victoria por barrida de un equipo de la Liga Americana en cuatro años.
Terry Francona se convirtió en el segundo entrenador de los Red Sox con dos títulos de Serie Mundial tras conseguir el primero en 2004, igualando a Bill Carrigan que obtuvo el título en 1915 y 1916. Francona, también, se convirtió en el primer entrenador en ganar sus primeros ocho juegos de Serie Mundial. Incluyendo los últimos tres partidos de la Serie de Campeonato de la Liga Americana, los Red Sox tuvieron un diferencial de carreras de 59 a 19 en los últimos siete juegos de la postemporada. Mientras tanto, los Rockies, fueron el primer equipo de la Liga Nacional en ser barrido tras ganar la Serie de Campeonato de la Liga Nacional por barrida y tan solo el segundo en la historia tras los Oakland Athletics en 1990.

## Resumen
AL Boston Red Sox (4) vs NL Colorado Rockies (0)
| Juego | Marcador                                  | Fecha         | Lugar       | Público |
| ----- | ----------------------------------------- | ------------- | ----------- | ------- |
| 1     | Colorado Rockies - 1, Boston Red Sox - 13 | 24 de octubre | Fenway Park | 36,733  |
| 2     | Colorado Rockies - 1, Boston Red Sox - 2  | 25 de octubre | Fenway Park | 36,370  |
| 3     | Boston Red Sox - 10, Colorado Rockies - 5 | 27 de octubre | Coors Field | 49,983  |
| 4     | Boston Red Sox - 4, Colorado Rockies - 3  | 28 de octubre | Coors Field | 50,041  |

|                                                        |
| Campeón de las Grandes Ligas Boston Red Sox 7.º título |

## Jugador Más Valioso
Mike Lowell, tercera base de Boston, fue nombrado el jugador más valioso de la Serie Mundial, destacando por su ofensiva con seis carreras anotadas y cuatro impulsadas.
| Jugador     | Equipo | JJ | VB | CA | H | 2B | 3B | HR | CE | BB | K | BR | OR | AVE  |
| Mike Lowell | Bos    | 4  | 15 | 6  | 6 | 3  | 0  | 1  | 4  | 3  | 1 | 1  | 0  | .400 |

JJ: Juegos jugados, VB: Veces al bate, CA: Carreras anotadas, H: Hits, 2B: Dobles, 3B: Triples, HR: Home runs, CE: Carreras empujadas, BB: Bases por bolas, K: Ponches, BR: Bases robadas, OR: Outs robando, AVE: Porcentaje de bateo